# Guantes médicos

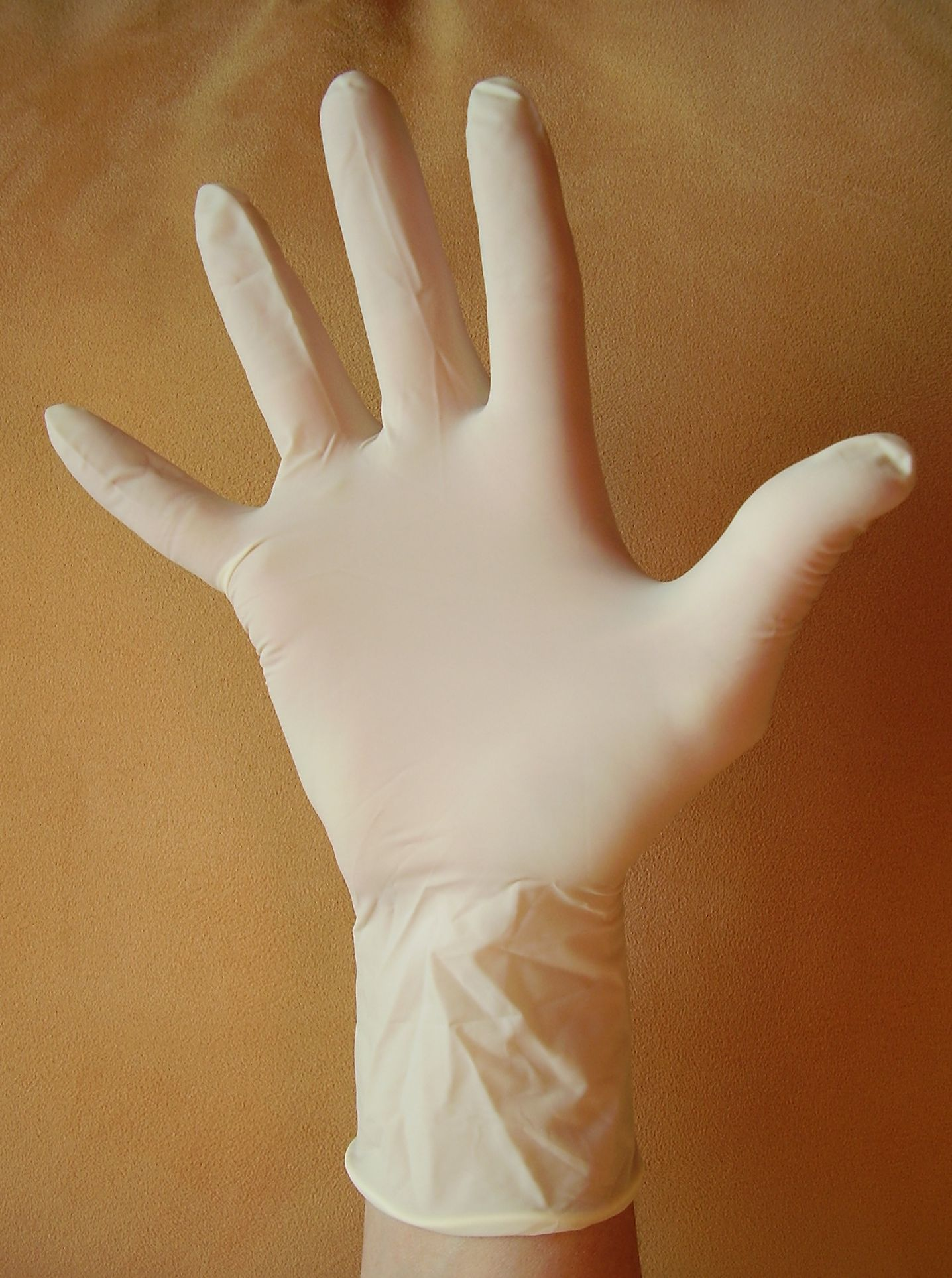
Guante de látex.

Los guantes médicos son guantes desechables utilizados durante procedimientos médicos que impiden la contaminación cruzada entre el personal de la salud y los pacientes.
Están hechos de diferentes tipos de materiales que incluyen: látex, nitrilo, vinilo y neopreno; se pueden hallar libres de polvo o con polvo, siendo común el uso de maicena para lubricarlos, con el fin de ponerlos con mayor facilidad en las manos.
Hay dos tipos principales de guantes médicos, para examen médico y los quirúrgicos. Los guantes quirúrgicos se caracterizan por mayor precisión y sensibilidad, se fabrican con estándares mayores de calidad y casi siempre son estériles. Los guantes para examen médico están disponibles como estériles o no estériles.

## Mecanismo
Estos guantes impiden la transmisión de microorganismos potencialmente patógenos, al evitar el contacto entre la superficie biológica del usuario y el medio al que está expuesto actuando como barreras físicas artificiales.

## Historia

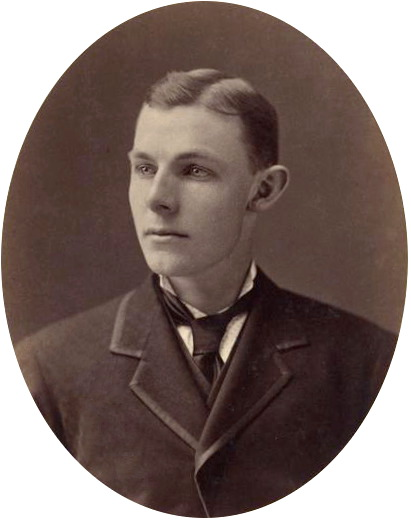
William Stewart Halsted

La enfermera Caroline Hampton era jefa enfermera de quirófano cuando el hospital Johns Hopkins entró en servicio en 1889.  En el invierno de 1889-1890 (?) ella desarrolló una reacción en la piel de las manos debido al uso de cloruro de mercurio durante las asepsias. William Halsted, en ese entonces su prometido, solicitó la producción de guantes a la compañía Goodyear para su protección. En 1894 el Médico William Halsted implementó el uso de guantes médicos esterilizados en el hospital Johns Hopkins.
Los primeros guantes médicos desechables se fabricaron en 1964 por Ansell. Su producción se basó en la técnica para hacer preservativos. La gama de usos clínicos varían desde manejo de excremento humano a las aplicaciones dentales.

## Eliminación del polvo en guantes para uso por personal de la salud
Se han usado distintos polvos como lubricantes. Los primeros eran derivados pulverizados de pinos o Lycopsida, sin embargo, estos resultaron ser tóxicos.  El polvo de talco usado por décadas se asoció a granulomas postoperatorios y formación de cicatrices. La maicena (otro agente usado como lubricante) también se ha implicado en el desarrollo potencial de efectos secundarios como reacciones inflamatorias, granulomas y formación de cicatrices. Con la disponibilidad de guantes sin polvo, Alemania y el Reino Unido han eliminado su uso. En marzo del año 2016, la FDA en los Estados Unidos emitió una propuesta para prohibir su uso médico.

## Alternativas al látex

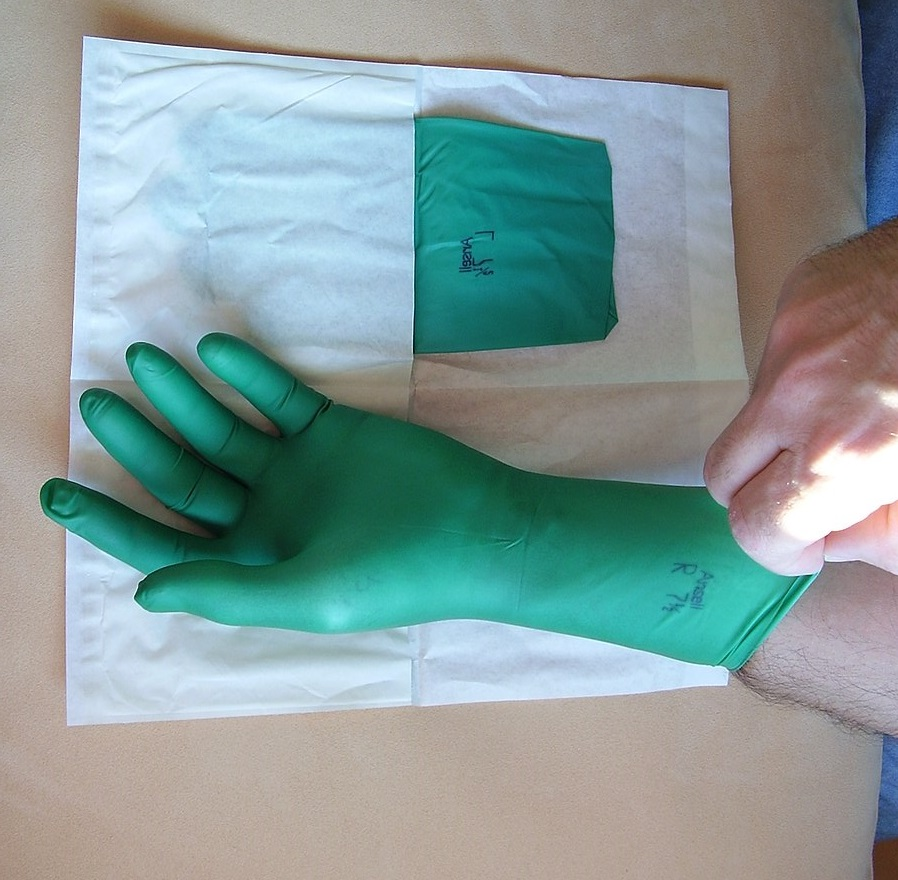
Guantes de Neopreno.

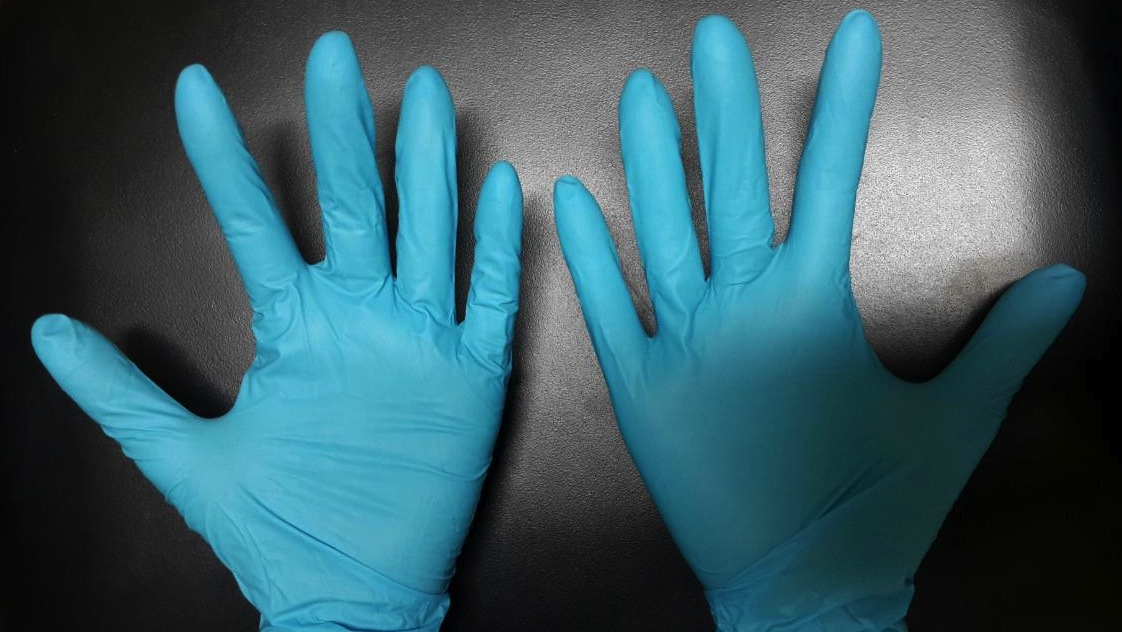
Guantes de nitrilo libres de polvo

Debido al aumento en casos de alergia al látex entre profesionales de salud y en la población general, se han fabricado nuevos guantes hechos de materiales distintos al látex como: vinilo, nitrilo, o neopreno.
También se pueden utilizar procesos químicos para disminuir  la cantidad de antígenos en la goma látex de la planta Hevea, resultando en materiales alternativos basados tales como el Vytex. Los guantes hechos con materiales distintos al látex no han reemplazado todavía a los guantes en procedimientos quirúrgicos, debido a que no alcanzan aun los estándares de calidad o la misma sensibilidad que los guantes quirúrgicos de látex. ( los guantes de isopreno son la única excepción a esta regla, debido a tienen la misma estructura química que la goma de látex natural.  Aun así, el  polisopreno artificial es también el substituto de látex más caro disponible.) 
Los guantes de nitrilo, tienen un costo mayor a aquellos hechos con látex, siendo difícil la sustitución en lugares donde no se tienen recursos suficientes. El nitrilo es una goma sintética que no tiene ningún contenido de proteína del látex y es más resistente a los desgarros, también es muy resistente a muchas sustancias químicas y es más seguro para personas alérgicas a la proteína de látex. Los guantes de nitrilo se consideran también el tipo más duradero de guantes desechables. pero se debe tener cuidado extra con los guantes de nitrilo mientras se maneja plata u otros metales altamente reactivos pues estas sustancias pueden reaccionar con azufre (un catalizador en guantes de nitrilo).

## Uso del guante doble
El uso de guantes dobles es la práctica de llevar dos pares de guantes médicos para reducir el peligro de infección o penetración de los guantes por objetos puntiagudos durante procedimientos médicos. Una revisión sistemática de la literatura ha mostrado significativamente más protección contra la perforación a través del guante en los procedimientos quirúrgicos comparado con el uso de un solo par de guantes.